# La Metallurgica II
La Metallurgica II è un dipinto del pittore postmacchiaiolo Mario Puccini, firmato e datato 1913 e conservato a Livorno.

## Storia
Di questo dipinto esiste anche una prima versione (indicata come La Metallurgica I), che ha minor numero di figure e barche più grandi e più presenti sulla scena. Si conserva anche una foto, in cui si vede il pittore mentre dipinge sul posto e ha già realizzato parte del dipinto. 
Dopo aver venduto il quadro (indicato come La Metallurgica II) allo scultore livornese Umberto Fioravanti e prima di consegnare l'opera, Mario Puccini, di notte, aggiunse alcune figure, realizzando in questo modo una seconda e definitiva versione, più completa e articolata della prima.
Il dipinto La Metallurgica II fu presentato per la prima volta alla Secessione Romana nel 1915, poi a Livorno alla XII Mostra del Gruppo Labronico nel 1951-1952, ancora a Livorno per Omaggio a Mario Puccini nel 1973 e nel 1991-1992 in Vaticano (Braccio di Carlo Magno) alla mostra Il lavoro dell'uomo da Goya a Kandinskij organizzata per il centenario dell'enciclica Rerum Novarum.

## Descrizione
Sul molo di Livorno: la banchina lungo un canale, un edificio squadrato con tegole rosse, pesanti barconi ancorati, rotaie, uomini che scaricano ceste di carbone da una barca, altri uomini che spingono un carrello pieno di carbone verso l'officina metallurgica che si erge scura, con il grosso comignolo della sua fornace. Protagonisti sono gli operai, concentrati nel loro duro lavoro. Sono figure potenti e in movimento: i visi nascosti o in ombra, gli abiti da lavoro grigio-azzurri.
Si apre in lontananza un cielo chiaro con nuvole bianche che - insieme all'acqua stagnante del canale che sbocca in mare e a quel rialzo di sabbie brulle sullo sfondo - sulla scena rappresenta la natura. Tutto il resto è opera dell'uomo. Le righe parallele delle rotaie, i gradoni paralleli della banchina: per andare dalla strada all'acqua del canale, dove sono le barche, si devono superare righe scure.
Il pittore ha messo in primo piano la fatica degli operai. Ha scritto Baboni, su questo dipinto: «Le pennellate appaiono smagrite in velature e le colorazioni si fanno spente, in prevalenza giocate sugli ocra e i bruni, quasi che la fatica quotidiana tolga luce e smalto alla tavolozza.»
Un fotogramma colto al volo, con il suo carico di critica sociale: gli uomini che lavorano in fabbrica sono neri e sporchi, nei visi, negli abiti. Sporche le mani callose. Al contrario dei borghesi, che vivono in ambienti lindi e luminosi, gli operai non hanno volto.